# Lóis
Il Lóis è il principale fiume di Timor Est. Esso nasce dalle pendici del Monte Fatumean, ad un'altezza di 1320 m s.l.m. e sfocia, dopo un percorso di 80 km nel Mare di Savu. Insieme al Lacló del Nord è uno dei pochi fiumi della zona settentrionale di Timor Est, che hanno un flusso di acqua tutto l'anno. Scorre quasi interamente nel distretto di Bobonaro e per una piccola parte in quelli di Ermera e di Liquiçá, dei quali segna il confine con il distretto di Bobonaro.

## Affluenti
I principali affluenti sono il Nunura ed il Bulobo alla sinistra orografica ed il Marobo e il Gleno alla destra. Altri affluenti sono:
Aideno, Utobato, Claola, Hatoleal, Lesupu, Neuculi, Lesupu, Timoreme, Timerema, Hatepoci, Malubolo, Sahalolo, Nakere, Karbau, Biusosso, Gelesu, Buloho, Gimetan, Biapolu, Matenua, Mukuki, Lale, Sasso, Biupira, Laecouken, Sele, Dikasbata, Surine, Kailook, Bismaumate, Gumuloa, Dirobatelau, Manobira, Curiho, Caicabaisala, Guradi, Acolaco, Guotclua, Lendeum, Daurecco, Goumeca, Buro, Manolldodo, Roumetalena, Maurotieramata, Aileu, Olomasi, Manomau, Tutan, Gamerama,  Manusama, Bapera, Eahora (im Oberlauf Lahosa), Hatobwi, Fohola, Celere, Garai, Magolara, Motur, Aiboro, Biaioni, Meipu, Caraulun, Hatoe, Ladibau, Tehate, Pusulu, Ladiban, Magapu, Leteu, Slau, Coulala, Baluani.